# 韩冰岩
韩冰岩（1963年11月18日—），中国游泳教练，国家级教练，现任中国国家游泳队教练员，辽宁游泳管理中心书记。